# Reteporella jermanensis
Reteporella jermanensis är en mossdjursart som först beskrevs av Campbell Easter Waters 1909.  Reteporella jermanensis ingår i släktet Reteporella och familjen Phidoloporidae. Inga underarter finns listade i Catalogue of Life.